# Iceland Express
Iceland Express was een IJslandse luchtvaartmaatschappij met als basis Keflavík International Airport vlak bij Reykjavik, IJsland. Op 24 oktober 2012 werd de maatschappij overgenomen door WOW air.
Vanaf 2007 vloog Iceland Express in de zomerperiode (1 juni tot en met 31 augustus) tweemaal per week naar Eindhoven Airport. In 2010 werd deze vlucht eenmaal per week uitgevoerd op Rotterdam Airport.
De vloot van Iceland Express bestond op 26 februari 2012 uit twee Airbus A320-200 toestellen.